# Perizoma fallax
Perizoma fallax är en fjärilsart som beskrevs av W. Warren 1905. Perizoma fallax ingår i släktet Perizoma och familjen mätare. Inga underarter finns listade i Catalogue of Life.